# Uinszkoje
Uinszkoje (oroszul: Уинское) falu Oroszország Permi határterületén, az Uinszkojei járás székhelye.
Lakossága: 4304 fő (a 2010. évi népszámláláskor).

## Fekvése
A Permi határterület déli részén, Permtől 174 km-re délre, három kisebb folyó (az Aszpa, az Olga és a Bolsaja Uja) partján terül el. A legközelebbi város és vasútállomás a kb. 70 km-re délnyugatra fekvő Csernuska, a Jekatyerinburgba vezető vasúti fővonalon. 
Neve az Uja folyónévből származik.

## Története
A település egy rézolvasztó manufaktúra mellett jött létre, első írásos említése 1747-ből származik.. Az üzemet egy kunguri kereskedő alapította a tatároktól bérelt földterületen, és 1749-ben helyezték üzembe. 1774-ben a Pugacsov-féle felkelés csapatai felgyújtották, de a következő év végére már újjáépült. A jobbágymunkán alapuló üzemet az 1861. évi reform után végleg bezárták. 
A falu az 1860-as évektől az Oszai ujezd egyik közigazgatási egységének (voloszty) székhelye volt. 1926-ban lett járási székhely és kisebb megszakításokkal (1932–1935 és 1963–1966. december között) az is maradt. 
A régi gátat és mesterséges tavat, melyet egykor a manufaktúra céljaira létesítettek, 2006-ban felújították. A járásban a méhészetnek nagy hagyománya van, a járási székhely nevezetes rendezvénye a hagyományos augusztusi mézfesztivál.